# Montcy-Notre-Dame
Pour les articles homonymes, voir Montcy-Saint-Pierre.
Montcy-Notre-Dame est une commune française, située dans le département des Ardennes en région Grand Est.

## Géographie
| Charleville-Mézières | Nouzonville          |           |
| Charleville-Mézières | Montcy-Notre-Dame    | Aiglemont |
| Charleville-Mézières | Charleville-Mézières |           |

Toponymie : le nom dériverait de Mont Cytherus.

### Hydrographie
La commune est dans le bassin versant de la Meuse au sein du bassin Rhin-Meuse. Elle est drainée par la Meuse, le ru de Warne et le ruisseau de Soiru,.
La Meuse, d'une longueur de 486 km, est un fleuve européen qui prend sa source en France, dans la commune du Châtelet-sur-Meuse, à 409 mètres d'altitude, et se jette dans la mer du Nord après un cours long d'approximativement 950 kilomètres traversant la France, la Belgique et les Pays-Bas. Le bourg est situé dans un méandre en rive gauche de la Meuse, qui s'écoule du sud vers le nord sur une longueur d'environ 2,7 km.

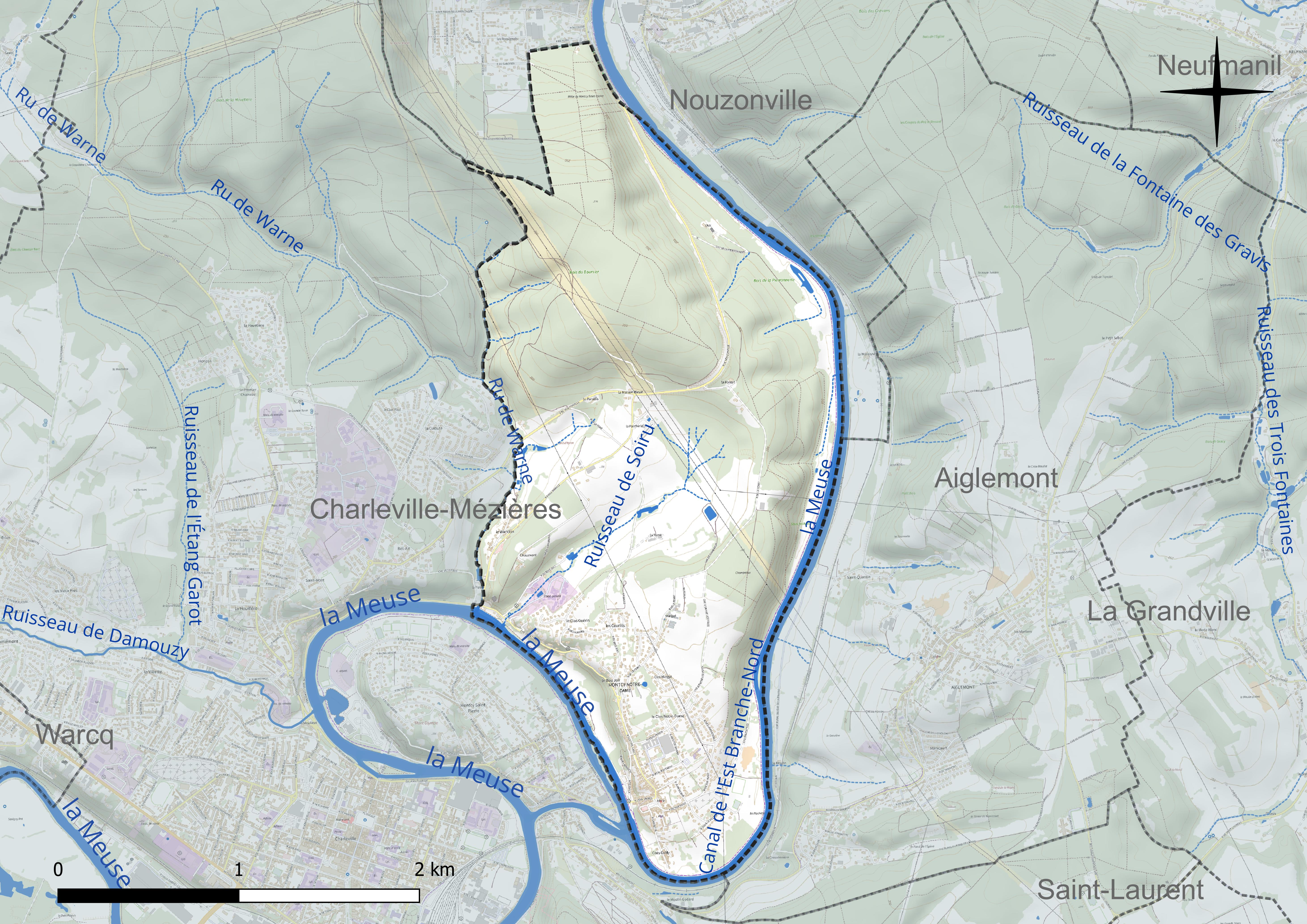
Réseau hydrographique de Montcy-Notre-Dame.

### Climat
Pour des articles plus généraux, voir Climat du Grand Est et Climat des Ardennes.
En 2010, le climat de la commune est de type climat de montagne, selon une étude du Centre national de la recherche scientifique s'appuyant sur une série de données couvrant la période 1971-2000. En 2020, Météo-France publie une typologie des climats de la France métropolitaine dans laquelle la commune est exposée à un climat océanique altéré et est dans la région climatique Lorraine, plateau de Langres, Morvan, caractérisée par un hiver rude (1,5 °C), des vents modérés et des brouillards fréquents en automne et hiver.
Pour la période 1971-2000, la température annuelle moyenne est de 9,7 °C, avec une amplitude thermique annuelle de 15,2 °C. Le cumul annuel moyen de précipitations est de 921 mm, avec 13,4 jours de précipitations en janvier et 9,4 jours en juillet. Pour la période 1991-2020, la température moyenne annuelle observée sur la station météorologique de Météo-France la plus proche, « Charleville-Méz. », sur la commune de Charleville-Mézières à 2 km à vol d'oiseau, est de 9,9 °C et le cumul annuel moyen de précipitations est de 928,4 mm. 
La température maximale relevée sur cette station est de 39,2 °C, atteinte le 25 juillet 2019 ; la température minimale est de −17,5 °C, atteinte le 1er janvier 1997,,.
Les paramètres climatiques de la commune ont été estimés pour le milieu du siècle (2041-2070) selon différents scénarios d'émission de gaz à effet de serre à partir des nouvelles projections climatiques de référence DRIAS-2020. Ils sont consultables sur un site dédié publié par Météo-France en novembre 2022.

## Urbanisme

### Typologie
Au 1er janvier 2024, Montcy-Notre-Dame est catégorisée ceinture urbaine, selon la nouvelle grille communale de densité à 7 niveaux définie par l'Insee en 2022.
Elle appartient à l'unité urbaine de Charleville-Mézières, une agglomération intra-départementale dont elle est une commune de la banlieue,. Par ailleurs la commune fait partie de l'aire d'attraction de Charleville-Mézières, dont elle est une commune de la couronne,. Cette aire, qui regroupe 132 communes, est catégorisée dans les aires de 50 000 à moins de 200 000 habitants,.

### Occupation des sols
L'occupation des sols de la commune, telle qu'elle ressort de la base de données européenne d’occupation biophysique des sols Corine Land Cover (CLC), est marquée par l'importance des forêts et milieux semi-naturels (54,7 % en 2018), une proportion identique à celle de 1990 (54,7 %). La répartition détaillée en 2018 est la suivante : 
forêts (54,7 %), prairies (24,5 %), zones urbanisées (14,4 %), eaux continentales (6,4 %). L'évolution de l’occupation des sols de la commune et de ses infrastructures peut être observée sur les différentes représentations cartographiques du territoire : la carte de Cassini (XVIIIe siècle), la carte d'état-major (1820-1866) et les cartes ou photos aériennes de l'IGN pour la période actuelle (1950 à aujourd'hui).

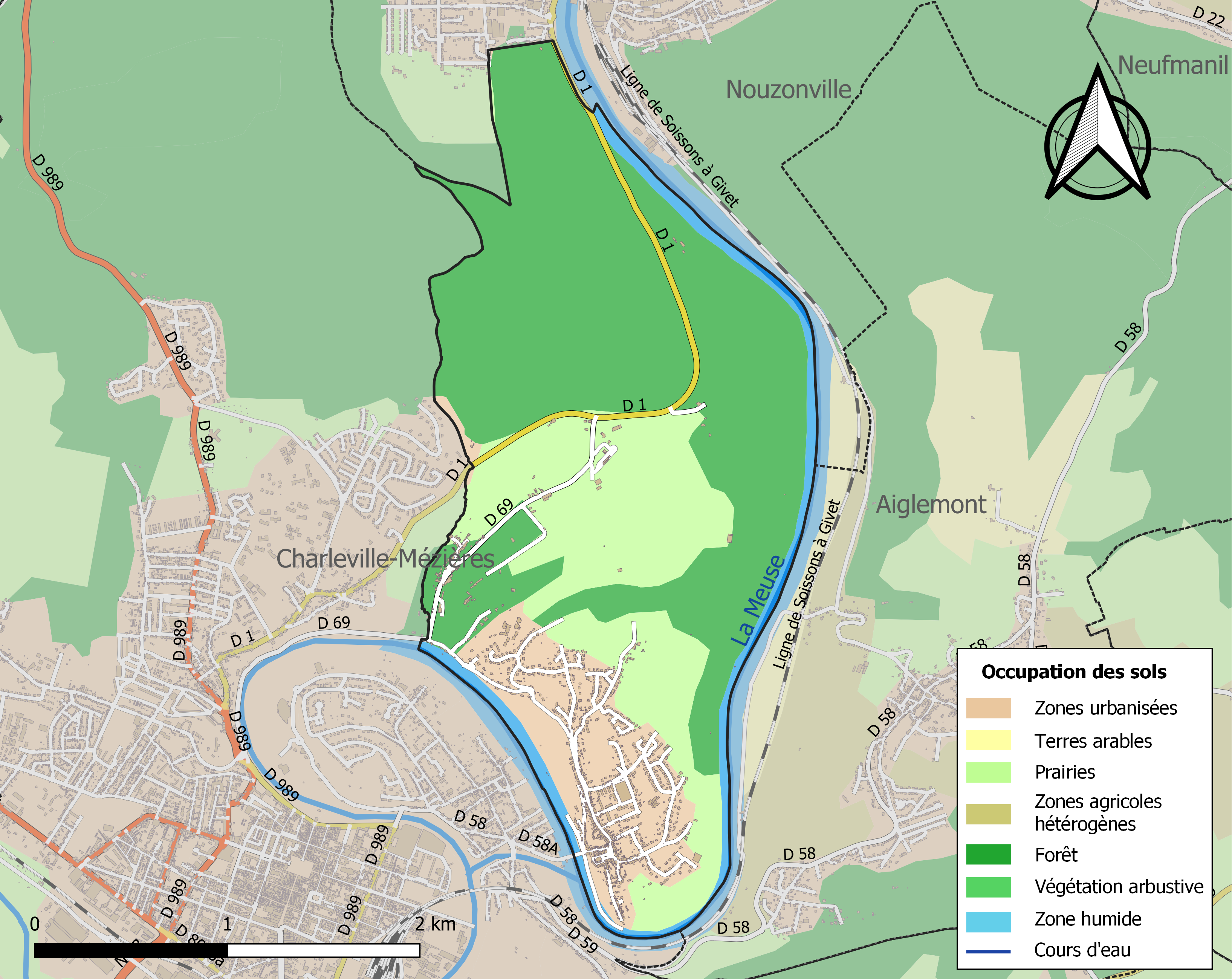
Carte des infrastructures et de l'occupation des sols de la commune en 2018 (CLC).

## Histoire
La terre de Montcy appartenait à Louise-Margueritte de Lorraine avant d'être rattachée à la couronne de France en 1629. Sous l'Ancien régime la ville avait un maire et deux échevins. Du fait de sa position sur la Meuse, Montcy était une grande blanchisserie pour les habitants de la ville de Charleville.
Après la Seconde Guerre mondiale, certains habitants de Montcy-Notre-Dame se sont réfugiés à Nueil-les-Aubiers située au nord des Deux-Sèvres.

## Politique et administration

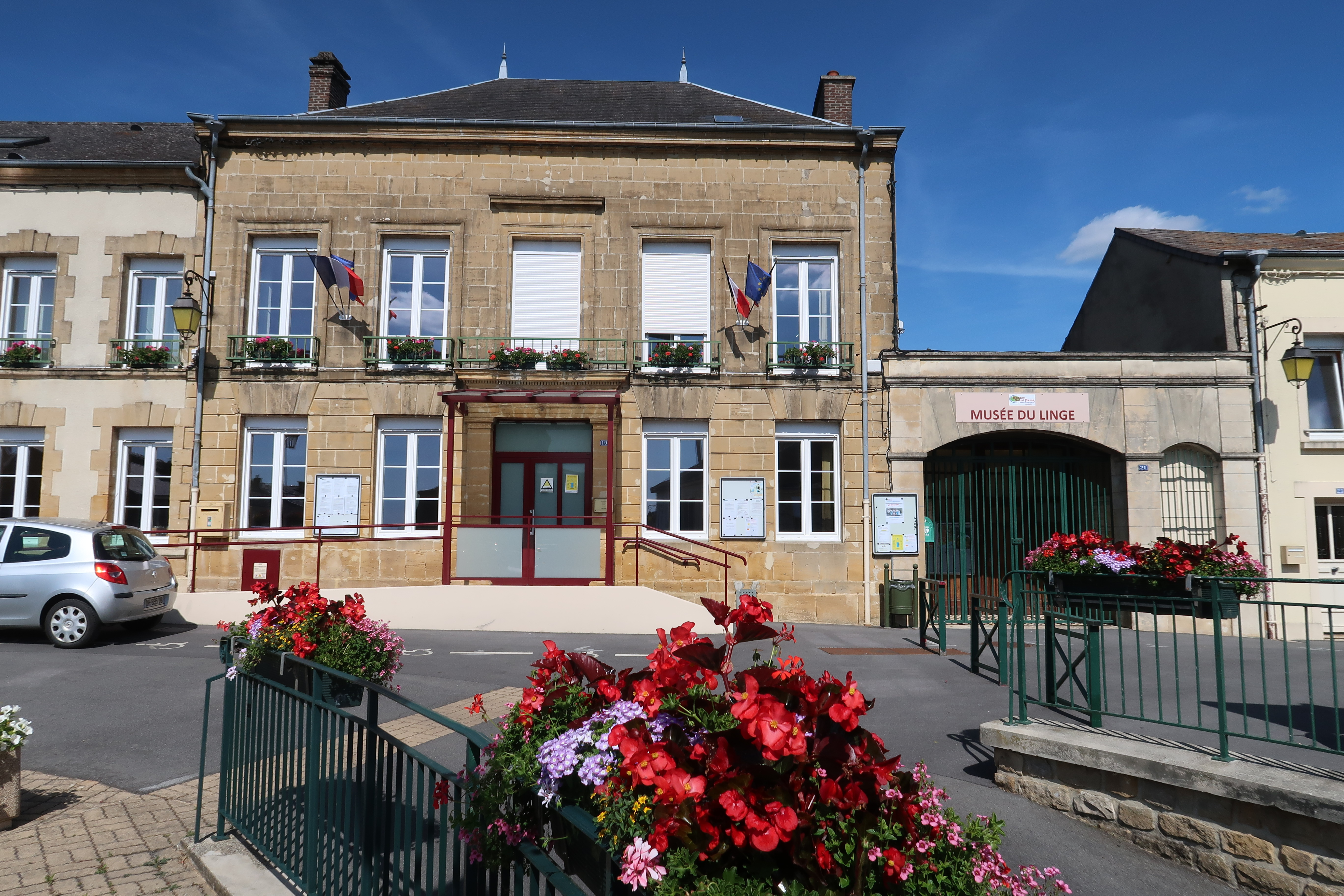
Mairie.

### Liste des maires
| Période                                  | Période    | Identité           | Étiquette | Qualité                           |
| ---------------------------------------- | ---------- | ------------------ | --------- | --------------------------------- |
| Les données manquantes sont à compléter. |            |                    |           |                                   |
| avant 1875                               | après 1875 | M. Goury           |           |                                   |
| avant 1981                               | ?          | Jean Ricada        | DVG       |                                   |
| mars 2001                                | 2020       | Bernard Gibaru     | DVG       | retraité de l'Université de Reims |
| juin 2020                                | En cours   | Christophe Laurent |           |                                   |

## Démographie
L'évolution du nombre d'habitants est connue à travers les recensements de la population effectués dans la commune depuis 1793. Pour les communes de moins de 10 000 habitants, une enquête de recensement portant sur toute la population est réalisée tous les cinq ans, les populations de référence des années intermédiaires étant quant à elles estimées par interpolation ou extrapolation. Pour la commune, le premier recensement exhaustif entrant dans le cadre du nouveau dispositif a été réalisé en 2008.

En 2022, la commune comptait 1 560 habitants, en évolution de −3,7 % par rapport à 2016 (Ardennes : −2,97 %, France hors Mayotte : +2,11 %).
| 1793 | 1800 | 1806 | 1821 | 1831 | 1836 | 1841 | 1846 | 1851 |
| ---- | ---- | ---- | ---- | ---- | ---- | ---- | ---- | ---- |
| 400  | 444  | 465  | 566  | 675  | 718  | 735  | 749  | 746  |

| 1866 | 1872 | 1876 | 1881 | 1886 | 1891 | 1896 | 1901 | 1906 |
| ---- | ---- | ---- | ---- | ---- | ---- | ---- | ---- | ---- |
| 786  | 820  | 850  | 849  | 842  | 821  | 827  | 842  | 924  |

| 1911  | 1921  | 1926  | 1931  | 1936  | 1946  | 1954  | 1962  | 1968  |
| ----- | ----- | ----- | ----- | ----- | ----- | ----- | ----- | ----- |
| 1 100 | 1 056 | 1 221 | 1 298 | 1 293 | 1 182 | 1 365 | 1 159 | 1 203 |

| 1975  | 1982  | 1990  | 1999  | 2006  | 2008  | 2013  | 2018  | 2022  |
| ----- | ----- | ----- | ----- | ----- | ----- | ----- | ----- | ----- |
| 1 582 | 1 516 | 1 419 | 1 482 | 1 536 | 1 535 | 1 631 | 1 580 | 1 560 |

## Culture locale et patrimoine

### Lieux et monuments
- Château des fées.
- Le musée du Linge, qui retrace la vie et le savoir-faire des lavandières de l'endroit.
- Église Notre-Dame de Montcy-Notre-Dame construite entre 1835 et 1837.
- Trois calvaires.

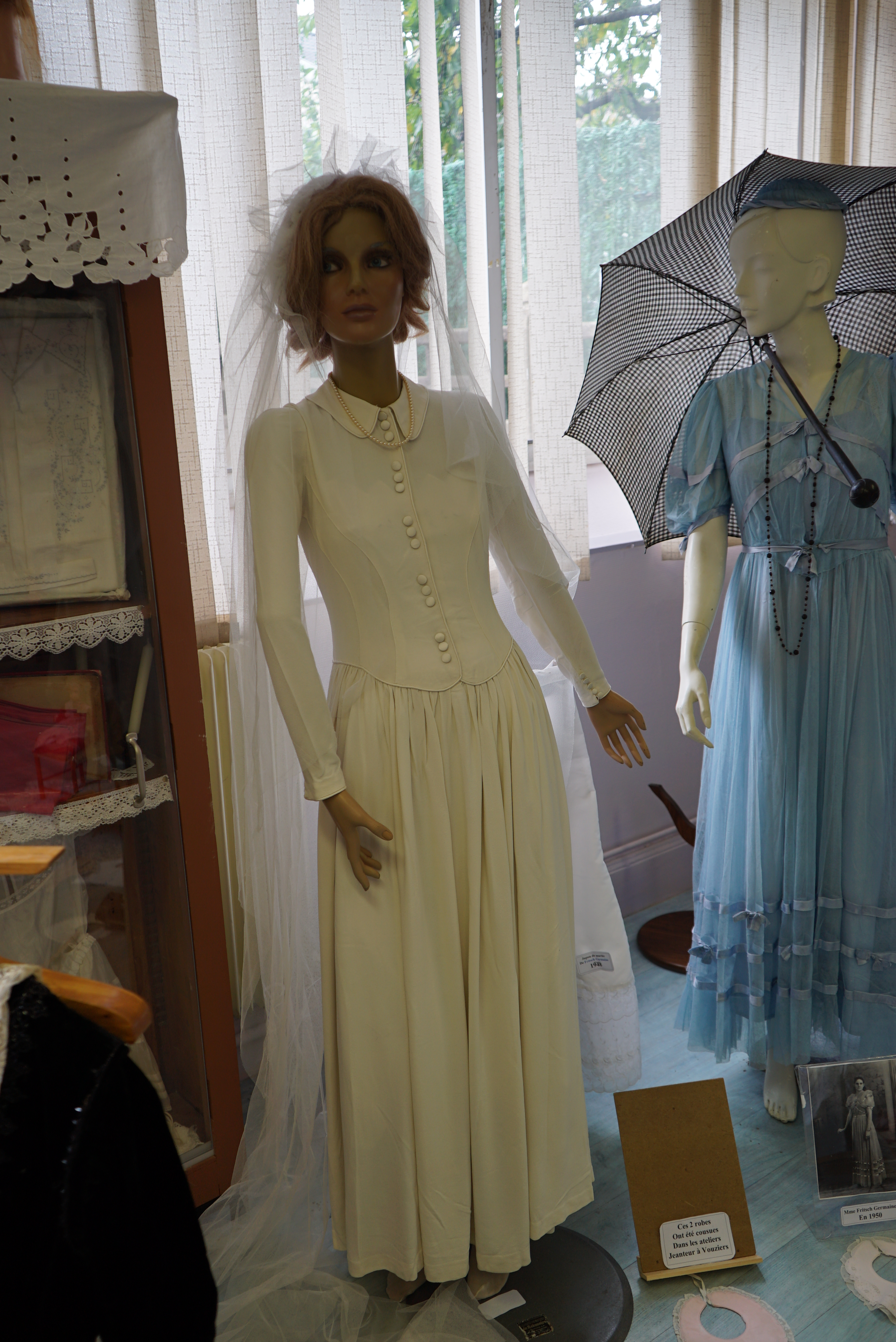
Du musée du Linge.
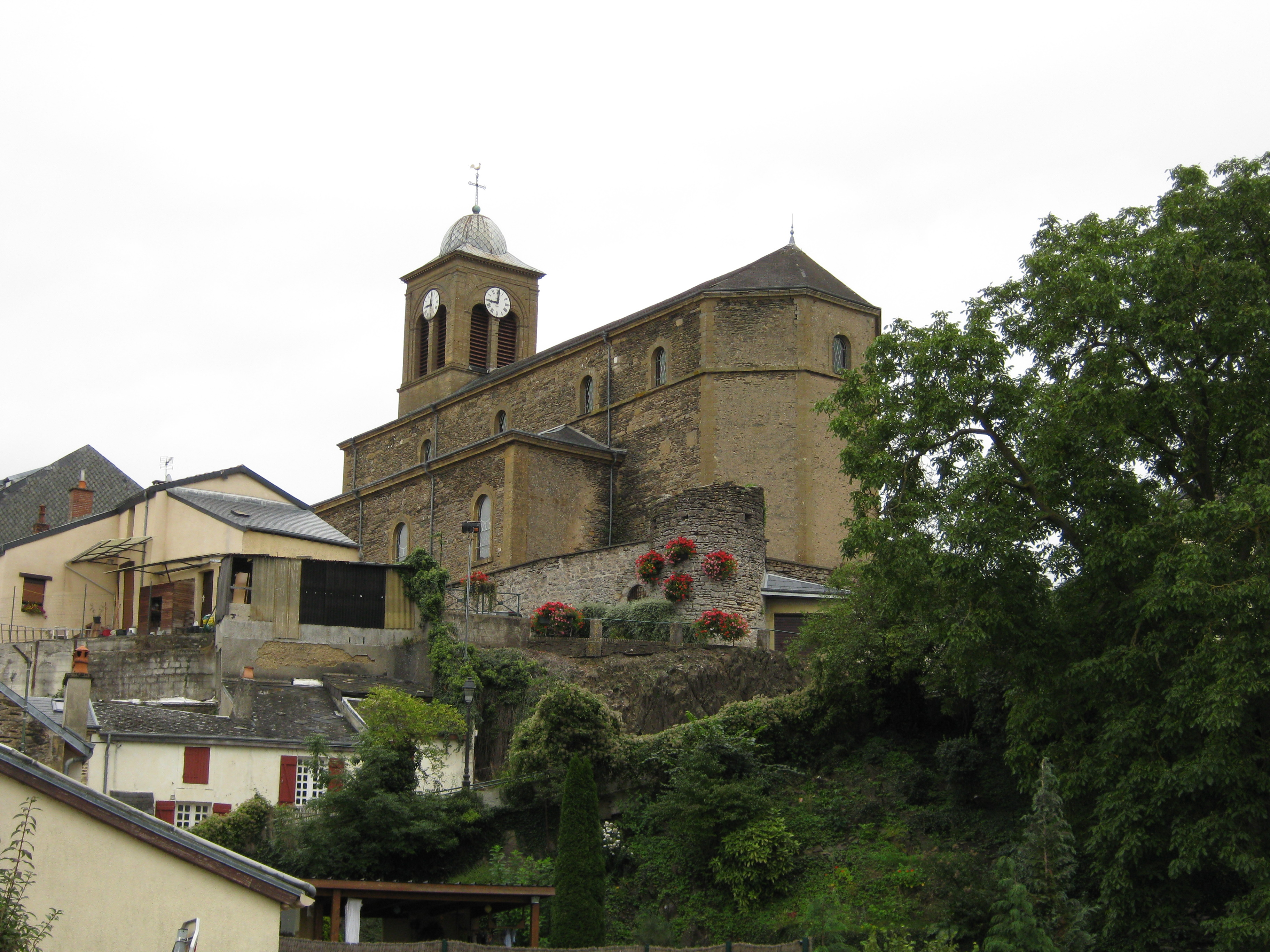
L'église.
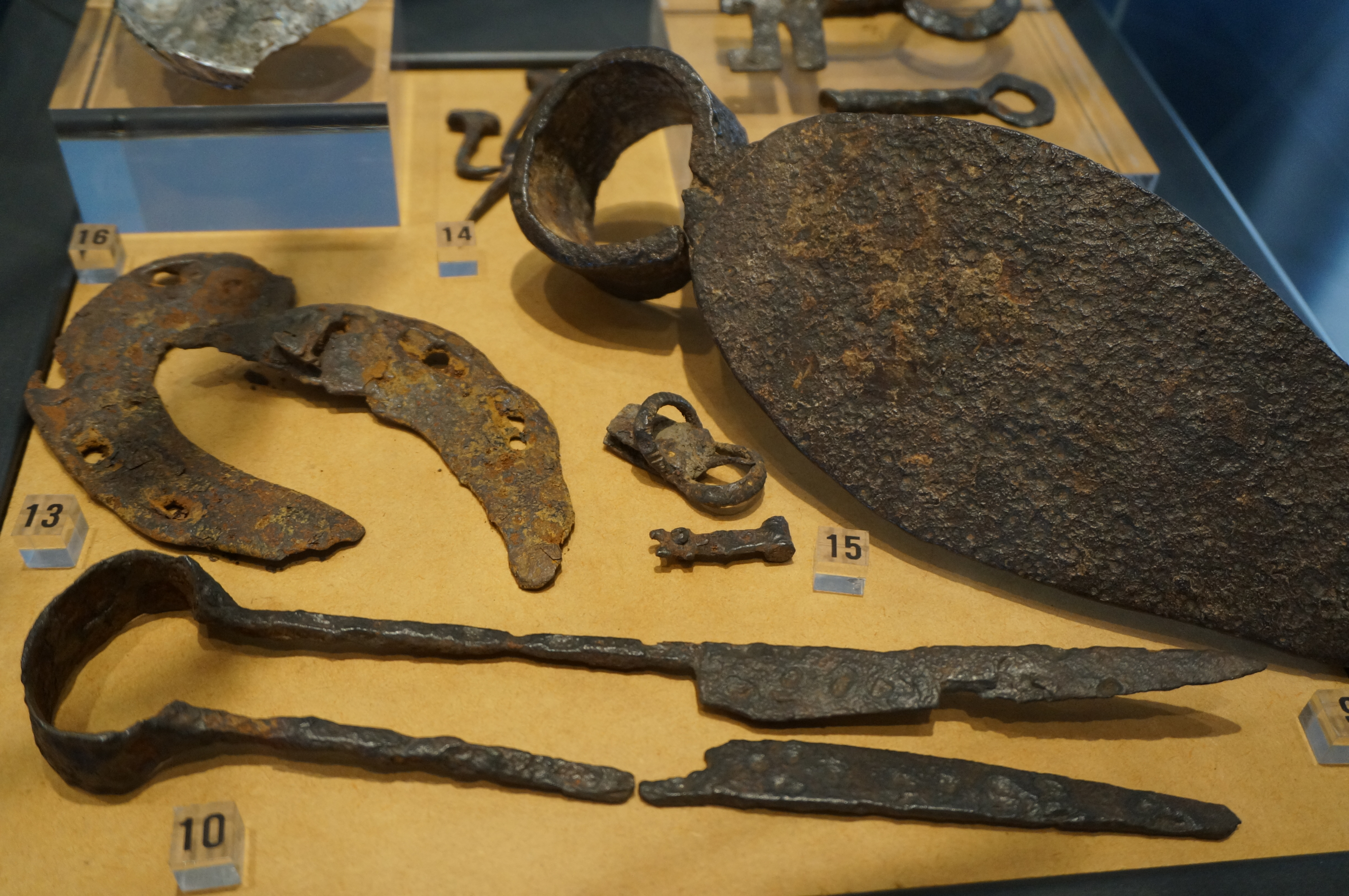
Résultat des fouilles au château présenté au Musée de l'Ardenne.

### Personnalités liées à la commune
- Hervé Gourdet (1967-), illustrateur et fondateur du Printemps des Légendes.
- Pol Renault (1865, 1942)[23], facteur d'orgue issu d'une famille ardennaise de facteurs d'orgue[24].

### Héraldique
| Armes de Montcy-Notre-Dame | Les armes de Montcy-Notre-Dame se blasonnent ainsi : D’argent au chêne arraché de sinople englanté d’or, au chef d’azur chargé de trois étoiles aussi d'or . |